# Navarsko-lapurdijski dijalekt
Navarsko-laburdinski dijalekt (Navarsko-laburdinski baskijski; ISO 639-3: bqe;  nafar-lapurtera), baskijski dijalekt, nekad priznat posebnim baskijskim jezikom koji je od 2007. izgubio status.
Govori ga 67 500 (od 80 000 etničkih Baska 1991.) u jugozapadnoj Francuskoj blizu španjolske granice (Bayonne), prežito u pokrajinama Lapurdiji i Donjoj Navari. Kao jezik Imao je tri dijalekta donjonavarski istočni dijalekt (Benaffarera), laburdinski dijalekt (labourdin, lapurdiera),  donjonavarski zapadni dijalekt i status regionalnog jezika Francuske. Govornici se služe i francuskim.

## Vanjske poveznice
- Ethnologue (14th)
- Ethnologue (16th)

- Fonoteka:zbirka baskijskih govora iz Navare  Arhivirana inačica izvorne stranice od 2. studenoga 2008. (Wayback Machine) (engl.)(šp.)(fr.)(bask.)